# Two-Nights-Tour
Die Two-Nights-Tour (deutsch: Zwei-Nächte-Tour) sind zwei Skisprung-Weltcupveranstaltungen der Damen zusammengefasst, die seit der Saison 2023/24 jährlich um den Jahreswechsel in Deutschland ausgetragen wird. In den Weltcup-Saisons 2021/22 und 2022/23 gab es das Silvester-Turnier.

## Geschichte

### Silvester-Turnier
Der Internationale Skiverband (FIS) gab Ende September 2021 bekannt, dass es im Weltcup 2021/22 der Damen um den Jahreswechsel die Silvester-Turnier eingeführt wurde. Es wurde zwei Veranstaltungen in Ljubno auf der Savina Skisprungzentrum HS 94 ausgetragen. Mitte März 2022 wurde bekanntgegeben, dass die Silvester-Turnier 2022/23 um eine Station erweitert wurde. Nach 15 Jahren wurde wieder zwei Weltcupspringen in Villach auf der Villacher Alpenarena HS 98 ausgetragen. Zudem gab es Gespräche, dass es eine dritte Station im Dreiländereck, mit beispielsweise Tarvisio, Italien geben soll, sofern die dortige Normalschanze wieder sprungtauglich wäre. Die Pläne mit Tarvisio wurden schnell wieder zu den Akten gelegt.

### Two-Nights-Tour
Anfang des Jahres 2023 kündigte Horst Hüttel für den Jahreswechsel 2023/24 entgegen der bisherigen Termine des Silvester-Turniers Wettbewerbe in Garmisch-Partenkirchen und Oberstdorf an. Die FIS bestätigte Anfang Mai 2023, dass die Two-Nights-Tour 2023/24 im Weltcupkalender aufgenommen wurde und nicht wie erwartet die Vierschanzentournee der Damen kommt. Auch eine Saison später gibt es die Two-Nights-Tour. Zwei Tage vor der Two-Nights-Tour 2024/25 wurde berichtet, dass die Vierschanzentournee der Damen eventuell in der Saison 2025/26 kommen soll. Der deutsche Sportfunktionär Horst Hüttel ist zuversichtlich, dass sie kommt, denn es hängt nur noch an der fehlenden Flutlichtanlage am Austragungsort in Innsbruck an der Bergiselschanze. Dazu soll es im Januar 2025 erneut Gespräche geben.

## Wettkampfmodus
Bei den beiden Austragungen der Silvester-Turnier kam das K.-o.-System zum Einsatz. In der Qualifikation qualifizieren sich statt wie sonst im Weltcup nicht die besten 40, sondern die besten 50 Springerinnen für den ersten Durchgang. Die Startreihenfolge ergibt sich aus der Qualifikation, die beste der Qualifikation springt gegen die schwächste, die Zweitbeste gegen die Zweitschwächste usw. Es gibt im ersten Durchgang 25. Duelle und das heißt, es beginnt die 26. der Qualifikation gegen die 25. der Qualifikation als erstes Duell. Die schwächste aus der Qualifikation beginnt zuerst und danach springt die stärkere der Qualifikation. Die die besten Noten und Punkte hat, kommt in den zweiten Durchgang. Die fünf besten Verliererinnen, also Lucky Loser, kommen ebenfalls in den zweiten Durchgang. Im zweiten Durchgang springen die 30 besten Springerinnen um den Tagessieg. Der Wettkampfmodus kam bei der Premiere der Two-Nights-Tour 2023/24 nicht zur Anwendung, sondern erst bei der Two-Nights-Tour 2024/25 zum Einsatz. Sind weniger als 50 Springerinnen in der Qualifikation am Start, dann kommt der normale Wettkampfmodus zum Einsatz.

## Wertung & Gesamtsiegerin
Die Gesamtwertung erfolgt ähnlich der Vierschanzentournee durch Addition der Ergebnisse der einzelnen Springen. Bei der beiden Austragungen der Silvester-Turnier bekam die Gesamtsiegerin eine Goldene Eule als Kunstwerk im Wert von weit über 10.000 Euro und zusätzlich 10.000 Schweizer Franken. Die Gewinnerin bei der Two-Nights-Tour bekommt 10.000 Euro, die zweitplatzierte 5.000 Euro und die drittplatzierte 3.000 Euro.

## Austragungsorte und Schanzen
|                         | Ort                    | Schanze                                                  | K-Punkt | Hillsize | Ausrichtungsjahre |
| ----------------------- | ---------------------- | -------------------------------------------------------- | ------- | -------- | ----------------- |
| Savina Skisprungzentrum | Ljubno                 | Savina Skisprungzentrum 46° 20′ 22,5″ N, 14° 49′ 38,1″ O | 85 m    | 94 m     | 2021/22, 2022/23  |
| Villacher Alpen Arena   | Villach                | Villacher Alpenarena 46° 36′ 11″ N, 13° 48′ 41″ O        | 90 m    | 98 m     | 2022/23           |
| Große Olympiaschanze    | Garmisch-Partenkirchen | Große Olympiaschanze 47° 28′ 48,9″ N, 11° 7′ 7,4″ O      | 125 m   | 142 m    | seit 2023/24      |
| Schattenbergschanze     | Oberstdorf             | Schattenbergschanze 47° 24′ 20,2″ N, 10° 17′ 34,7″ O     | 120 m   | 137 m    | seit 2023/24      |

## Liste der Siegerinnen
| Saison  | Austragungsorte                    | Siegerin      | Zweite              | Dritte           |
| ------- | ---------------------------------- | ------------- | ------------------- | ---------------- |
| 2021/22 | Ljubno                             | Marita Kramer | Nika Križnar        | Sara Takanashi   |
| 2022/23 | Villach, Ljubno                    | Eva Pinkelnig | Nika Križnar        | Anna Odine Strøm |
| 2023/24 | Garmisch-Partenkirchen, Oberstdorf | Nika Prevc    | Eva Pinkelnig       | Abigail Strate   |
| 2024/25 | Garmisch-Partenkirchen, Oberstdorf | Nika Prevc    | Eirin Maria Kvandal | Katharina Schmid |
| 2025/26 | Garmisch-Partenkirchen, Oberstdorf |               |                     |                  |